# 路易斯·賀爾
路易斯·基兰·賀爾（英語：Lewis Kieran Hall，2004年9月8日—）是一名英格蘭職業足球員，司職中場或左閘，現時効力英超球隊紐卡素，並代表英格蘭參與國際賽事。

## 球會生涯

### 車路士
賀爾的足球生涯起步於Binfield FC的足球學校 。 2012年，賀爾加入車路士的青訓學院，為球會的8歲以下球隊出賽。賀爾曾為球會U18及U23梯隊的要員，並於2021年夏天與車路士簽下首份職業合約。
2021年12月23日，於作客對陣賓福特的聯賽盃八強比賽，賀爾首次被列入一隊比賽名單，但只留在後備席，並未有上陣。兩星期後，於2022年1月8日，賀爾於對陣車士打菲特的足總盃3–0勝仗上演職業生涯地標戰，並交出一個助攻 。賀爾成為車路士史上最年輕的足總盃正選球員。賀爾於對陣紐卡素的作客比賽首次於英超上陣。儘管賀爾的表現不俗，但球隊仍以1–0被擊敗 。賀爾於當季共上陣11次，並獲選為球會年度最佳青訓球員。

#### 外借紐卡素
2023年8月22日，賀爾以租借形式加盟纽卡斯尔联队，为期一个赛季，并設有價值2800萬英鎊的買斷條款，另加700万英镑獎金。 同年9月24日，他在对阵谢菲联的作客比赛中完成了首秀，纽卡斯尔以8–0大胜对手。 2023年11月1日，他在纽卡斯尔以3–0擊敗曼联的英格兰联赛杯賽事中射入職業生涯首個入球。2024年5月15日，他在对阵曼联的比赛中首次在英超入球，但紐卡素最終以2–3落敗。同年7月1日，纽卡斯尔激活了买断条款，與霍尔正式簽約。

## 國家隊生涯
賀爾曾入選英格蘭各級青年隊 。
2022年9月21日，賀爾在對陣黑山U19的比賽首次為英格蘭U19上陣，球隊最終以2-0勝出。
2023年5月24日，賀爾被列入英格蘭U21的集訓名單，以備戰同年夏天的U21歐洲國家盃。
2024年11月7日，賀爾首次獲英格蘭國家隊徵召，參與對陣希臘和愛爾蘭的歐洲足協國家聯賽賽事。同月14日，他在對陣希臘的比賽中後備上陣，完成國家隊地標戰，協助球隊以3–0勝出。

## 個人生活
賀爾的兄長干拿·賀爾亦是足球員，現時效力英格蘭全國聯賽球會索利赫爾摩爾。賀爾也有參與板球運動。

## 生涯統計
最後更新：2023年5月28日
| 效力球會  | 球季     | 聯賽     | 聯賽 | 聯賽 | 國家盃賽 | 國家盃賽 | 聯賽盃賽 | 聯賽盃賽 | 歐洲賽 | 歐洲賽 | 其他 | 其他 | 總計 | 總計 |
| 效力球會  | 球季     | 聯賽     | 上陣 | 入球 | 上陣     | 入球     | 上陣     | 入球     | 上陣   | 入球   | 上陣 | 入球 | 上陣 | 入球 |
| --------- | -------- | -------- | ---- | ---- | -------- | -------- | -------- | -------- | ------ | ------ | ---- | ---- | ---- | ---- |
| 車路士U23 | 2020–21  | —        | —    | —    | —        | —        | —        | —        | —      | —      | 2    | 0    | 2    | 0    |
| 車路士U23 | 2021–22  | —        | —    | —    | —        | —        | —        | —        | —      | —      | 3    | 1    | 3    | 1    |
| 車路士U23 | 總計     | 總計     | —    | —    | —        | —        | —        | —        | —      | —      | 5    | 1    | 5    | 1    |
| 車路士    | 2021–22  | 英超     | 0    | 0    | 1        | 0        | 0        | 0        | 0      | 0      | 0    | 0    | 1    | 0    |
| 車路士    | 2022–23  | 英超     | 9    | 0    | 1        | 0        | 1        | 0        | 0      | 0      | —    | —    | 11   | 0    |
| 車路士    | 總計     | 總計     | 9    | 0    | 2        | 0        | 1        | 0        | 0      | 0      | 0    | 0    | 12   | 0    |
| 生涯總計  | 生涯總計 | 生涯總計 | 9    | 0    | 2        | 0        | 1        | 0        | 0      | 0      | 5    | 1    | 17   | 1    |

1. 1 2  於英格蘭足球聯賽錦標賽上陣。

## 榮譽

### 個人
- 車路士年度最佳青訓球員: 2022-23[26]

## 外部連結
- 路易斯·賀爾 （页面存档备份，存于） 在球會官方網站的檔案